# Bernhard Kerber
Bernhard Kerber (* 9. Mai 1938 in Steinheim am Main; † 6. Februar 2021) war ein deutscher Kunsthistoriker und Hochschullehrer.

## Leben
Kerber war der älteste Sohn des Kunsthistorikers Ottmar Kerber. Er studierte Kunstgeschichte, Klassische Archäologie und Neuere Germanistik in Frankfurt am Main, München und Münster. Er promovierte 1963 über Burgund und die Kathedralplastik, erhielt 1963–1965 ein Stipendium an der Bibliotheca Hertziana in Rom und habilitierte sich 1969 an der Ruhr-Universität Bochum über Andrea Pozzo. Er war Professor für Kunstgeschichte an der Ruhr-Universität Bochum und an der Hochschule der Künste Berlin (heute: Universität der Künste Berlin).
Kerber gehört mit Max Imdahl zu den Erneuerern der akademischen Kunstgeschichte: Er nahm in den 1970er Jahren die zeitgenössische Kunst in die Kunstgeschichte auf. Methodisch setzt er neben die künstlerbiographischen und werkchronologischen Untersuchungen von Werken der Kunst und der Architektur eine formale und funktionale Analyse. Er überschreitet dabei – siehe seine Habilitationsschrift – die alten Gattungsgrenzen zwischen Malerei und Architektur. Sein spezieller Ansatz ist die Erforschung der Beziehungen des Werks und der von diesem konstituierten musealen oder alltäglichen Räumlichkeit zur Lebenswelt der Betrachter. Grundlage dafür ist das Konzept der Ästhetischen Grenze von Ernst Michalski. Dabei grenzte er sich von der Willkür einer Rezeptionsästhetik ab.

## Schriften (Auswahl)
- Burgund und die Entwicklung der französischen Kathedralskulptur im zwölften Jahrhundert. Recklinghausen 1966.
- Andrea Pozzo. Berlin 1971.
- Amerikanische Kunst seit 1945. Stuttgart 1971.
- Erich Reusch. Hildesheim 1977.
- Jo Delahaut. Werkübersicht des belgischen Konstruktivisten von 1945–1980. Köln 1981.
- Bochums Bauten. Bochum 1982.
- Der Maler Eberhard Viegener. Soest 1982.
- Körperverletzungen–Körperschnitte". Fragmente und Foto-Sequenzen. Berlin 1985.
- Barbara Heinisch. In: das kunstwerk. Kunstszene Berlin ´85. September 1985, ISSN 0023-561X, S. 64 f.[2]
- Eberhard Viegener. Druckgrafik. Soest 1990.
- Bestände Onnasch. Berlin 1992.
- Kunstraum und Lebensraum. In: Wolkenkuckucksheim. Internationale Zeitschrift zur Theorie der Architektur. Jahrgang 1, Heft 1, 1996.
- Nachwort zu: Die Bedeutung der ästhetischen Grenze für die Methode der Kunstgeschichte von Ernst Michalski. In: Ernst Michalski. Die Bedeutung der ästhetischen Grenze für die Methode der Kunstgeschichte. Neuausgabe Berlin 1996.